# Natalia Jiménez Sarmiento
Natalia Altea Jiménez Sarmiento (Madrid, 29 de desembre de 1981) és una cantant espanyola. És la vocalista del grup La Quinta Estación, integrat en l'actualitat per ella i el guitarrista Ángel Reyero; abans, el grup estava format per més persones, però a mesura que han anat publicant àlbums han anat sortint membres fins a restar finalment tan sols ells dos.
La seva veu potent i versatilitat musical l'han convertit en una de les figures femenines de més envergadura de la cançó en espanyol. Ha estat guardonada als premis Grammy i Grammy Llatins, en els quals també ha actuat en directe. Al llarg de la seva carrera ha venut més de tres milions d'àlbums a tot el món i ha gravat duets amb les principals estrelles de la música llatina, com ara Marc Anthony, Daddy Yankee, Ricky Martin.
Natalia és filla de pare espanyol i mare portuguesa (d'origen gitano), (tots dos dedicats també a la música); ella va iniciar la seva carrera tocant al metro i als carrers de Madrid.

## Carrera
L'any 2001 es va presentar a un càsting i va signar un important acord amb Sony Music i es va convertir en la cantant principal de La Quinta Estación, amb la qual va aconseguir assolir l'èxit a Espanya, Mèxic i Estats Units gràcies als àlbums Flores de alquiler, El mundo se equivoca y Sin frenos. Ha estat membre del jurat del concurs Operación Triunfo 2020 junt amb Portu, Javier Llanos i Nina.
Després de viure a Mèxic durant més de vuit anys, Natalia Jiménez va començar una nova etapa i es va mudar a Miami per dedicar temps a un dels seus projectes més ambiciosos i significatius: l'àlbum amb què va debutar com a solista, Natalia Jiménez, llançat el 21 de juny de 2011. Amb aquest àlbum, que va debutar en la posició número u a la llista iTunes Pop Llatí, la cantant va rebre la nominació a Artista Femenina de l'Any dels Premis Billboard de la música llatina, i a principis del 2012 va guanyar el Premio Lo Nuestro en la categoria «Revelació de l'Any».
El seu segon àlbum com a solista, Creo en mí, va ser llançat el 17 de març de 2015 i va aconseguir la posició número u a Puerto Rico i número dos a la cartellera Álbumes Latinos de Billboard. A més, va rebre dues nominacions al Grammy Llatins a les categories Àlbum de l'Any (Creo en mi) i Cançó de l'Any (Quedate con ella).
El 2016, va celebrar el treball de la diva mexicana-estatunidenca, Jenni Rivera, en el seu tercer disc com a solista: Homenaje a La Gran Señora.
El 2019, va tornar a escena amb el senzill Nunca es tarde, que va gravar amb Jesús Navarro, vocalista de Reik, i va compondre amb Claudia Brant i Jayson DeZuzio. El mateix tema es va convertir en la cançó principal de la segona temporada de la sèrie de Televisa i Univision, Por amar sin ley. A l'agost, va llançar l'àlbum de ranxeres que porta per títol México de mi corazón, produït per Armando Ávila. En només set mesos, el material va aconseguir els primers llocs de popularitat a les llistes d'èxits musicals a Mèxic i als Estats Units, i li ha valgut un Disc d'Or (Certificat de vendes discogràfiques) i més de cinquanta-cinc milions de reproduccions a tot el món. México de mi corazón és un àlbum que homenatja la cançó mexicana i presenta duets amb veus com les de: Carlos Rivera, Pedro Fernández, Paquita la del Barrio, Lila Downs, El Bebeto, i la Banda MS. El mariatxi Gama Mil proporciona acompanyament musical, i Natalia Jiménez va tenir permís per incorporar cors amb Juan Gabriel.
Natalia Jiménez també és coneguda com a mentora de talent emergent en programes com ara La Voz Kids de Telemundo, on va dirigir el concursant guanyador el 2015 i 2016; i el 2019 va ser part dels jutges de La voz, juntament amb Maluma, Anitta i Carlos Rivera.
El 2020, Natalia va tornar a Espanya com a membre convidada del jurat del concurs Operación Triunfo (Star Academy).
El 2021, va ser membre del jurat de La Voz Kids a Colòmbia. Al costat d'Andrés Cepeda i Jesús Navarro.

## Televisión

### Coach de La Voz (México) y La Voz Kids (Estats Units) i (Colombia)
| Any  | Edició        | Cadena             | Finalista          | Posició    |
| ---- | ------------- | ------------------ | ------------------ | ---------- |
| 2014 | La voz Kids 2 | Telemundo          | Leslie Mendoza     | Segona     |
| 2015 | La voz Kids 3 | Telemundo          | Jonael Santiago    | Guanyadora |
| 2016 | La voz Kids 4 | Telemundo          | Christopher Rivera | Guanyadora |
| 2018 | La voz 7      | Las Estrellas      | Carmen Goett       | Tercera    |
| 2021 | La voz Kids 5 | Caracol Televisión | Maria Liz Patiño   | Guanyadora |
| 2021 | La Voz Senior | Caracol Televisión |                    |            |

## Discografia

### AmbLa Quinta Estación
- Primera toma (2001). Els singles d'aquest disc són "Dónde irán"(2001), "No quiero perderte"(2002) i "Perdición"(2002).
- Flores de alquiler (2004). Els singles del disc són "El sol no regresa" (2004), "Algo más" (2004), "Daría" (2005), "Niña" (2005) i "Rompe el mar" (2005).
- El mundo se equivoca (2006). En aquest disc el nombre d'integrants del grup és de tres. Els singles de l'àlbum són: "Tu peor error"(2006), "Me muero"(2007), "Sueños rotos"(2007) i "La frase tonta de la semana"(2007).
- Sin frenos (2009). Aquest àlbum només compte amb dos integrants al grup, Natalia i Ángel. Té com a primer single la primera cançó del disc, "Que te quería"(2009).

### En solitari
Álbumes de estudio

- 2011: Natalia Jiménez (álbum)|Natalia Jiménez
- 2015: Creo en mi (álbum)|Creo en mí
- 2016: Homenaje a la Gran Señora
- 2019: México de mi corazón
- 2021: México de mi corazón Vol. 2

Recopilatorios

- 2022: Antología (álbum)|Antología

## Premis i nominacions
| Any  | Premi                        | Categoría                                                               | Resultat   |
| ---- | ---------------------------- | ----------------------------------------------------------------------- | ---------- |
| 2011 | Premis Grammy Llatins        | Col·laboració de l'Any per Lo Mejor de mi Vida Eres Tú con Ricky Martin | Nominada   |
| 2011 | Premis Grammy Llatins        | Cançó de l'Any per Lo Mejor de mi Vida Eres Tú con Ricky Martin         | Nominada   |
| 2012 | Premis Lo Nuestro            | Artista Femenina de l'Any                                               | Nominada   |
| 2012 | Premis Lo Nuestro            | Solista o Grup Revelació de l'Any                                       | Guanyadora |
| 2012 | Premis ''Oye!''              | Revelació Pop                                                           | Nominada   |
| 2012 | Premi Casandra Internacional | Artistes estrangers destacat en la República Dominicana                 | Guanyadora |
| 2012 | Premis Billboard Llatí       | Artista Femenina de l'Any, Álbum                                        | Nominada   |
| 2013 | Premi La Musa Elena Casals   | Jove compositora destacada en la industria llatina                      | Guanyadora |
| 2015 | Premios Billboard Llatí      | Artista Femenina De l'Any                                               | Guanyadora |
| 2014 | Premi Neox Fan Awards        | Esta es mi canción, Creo En Mí                                          | Guanyadora |
| 2015 | Premi ASCAP                  | Premi de compositores pel el tema Creo en Mi                            | Guanyadora |
| 2016 | Premi Lo Nuestro             | Artista Femenina de l'Any                                               | Guanyadora |